# الوكف (المحويت)

تعديل مصدري - تعديل

الوكف هي إحدى قرى عزلة الغربي الاسفل بمديرية المحويت التابعة لمحافظة المحويت، بلغ تعداد سكانها 349 نسمة حسب تعداد اليمن لعام 2004.